# أرشيبالد جورج كامبل
ر٧الي، ولد في 1880، وتوفي في 1954.